# 콜린 캐퍼닉

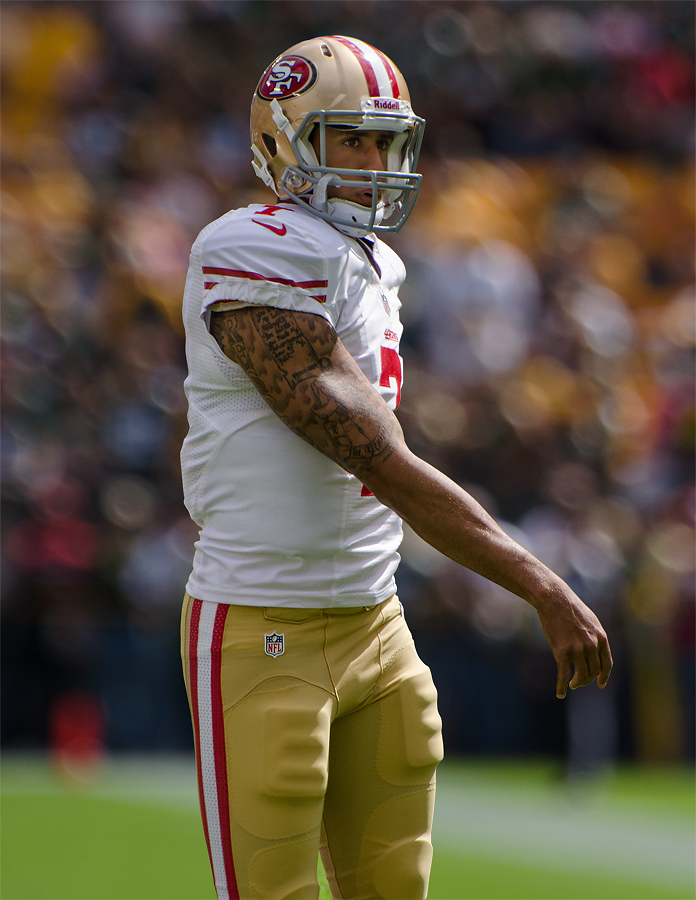
콜린 캐퍼닉

콜린 랜드 캐퍼닉(Colin Rand Kaepernick, 1987년 11월 3일 ~ )는 미국의 미식축구 선수이다.